# Superfast Jellyfish
"Superfast Jellyfish" er en sang af Gorillaz, fra albummet Plastic Beach fra 2010.

## Betydning
Superfast Jellyfish handler om at i fremtiden spiser man vandmænd. I sangen påstår de, at det er en delikatesse og smager ligesom kylling. I sangen viser det sig at være Swansons Great Starts Frozen Breakfast Sandwiches reklame fra 1986 som er start-lyden.

## Musikvideo
I den visuelle video starter det med at en mand vågner op til lyden af sit vækkeur med lyden af en reklame fra 80'erne. Manden står og venter spændt på at mikroovnen er færdig. Pludselig kommer der en gople med matroshat. Manden begynder at danse sammen med goplen. De bliver ved med at danse i et stykke tid. Til sidst ser man manden suge tentakler ind i sin mund.
| Musik | Spire Denne musikartikel er en spire som bør udbygges. Du er velkommen til at hjælpe Wikipedia ved at udvide den. |